# Carex wiegandii
Carex wiegandii är en halvgräsart som beskrevs av Kenneth Kent Mackenzie. Carex wiegandii ingår i släktet starrar, och familjen halvgräs. Inga underarter finns listade i Catalogue of Life.